# John McNeil
Pour les articles homonymes, voir McNeil.
John McNeil (14 février 1813 – 8 juin 1891) est un général de l'armée de l'Union pendant la guerre de Sécession. Il est surtout connu pour son rôle dans le massacre de Palmyra (en) et d'autres actes de brutalité alléguée, ainsi que sa participation à la bataille de Westport, la plus grande bataille à l'ouest du fleuve Mississippi.

## Avant la guerre
McNeil naît à Halifax, en Nouvelle-Écosse, de parents descendant de Tories qui avaient fui la révolution américaine. Il suit une scolarité dans une école commune, et apprend ensuite le commerce de chapelier à Boston, dans le Massachusetts. Il s'engage sans succès dans les affaires d'abord dans la ville de New York et, par la suite, pendant vingt ans, à Saint-Louis, dans le Missouri. Il y prospère, même s'il perd sa fortune avec le rejet sudiste alors que la guerre commence. Il est membre de la législature du Missouri en 1844-45(p74), et président de la Pacific Insurance Company de 1855-61.

## Guerre de Sécession
Quand la guerre éclate, le général Sterling Price de la milice des volontaires du Missouri et le gouverneur du Missouri pro-sécessionniste Claiborne Jackson compte sur McNeil, comme il est connu comme un démocrate puissant et proche allié avec les sudistes. Le 8 mai 1861, cependant, McNeil s'enrôle dans les volontaires de l'Union et est nommé immédiatement capitaine d'une compagnie. Peu de temps après, il est promu colonel du 3e régiment du corps de réserve d'infanterie des États-Unis(p74),(p40).
Le 10 mai 1861, il commande des troupes lors de la tristement célèbre affaire du camp Jackson dans l'actuel campus Frost de l'université de Saint-Louis. La milice du Missouri a été appelée par le gouverneur pour l'entraînement. Les partisans de l'Union craignent qu'elle puisse attaquer l'arsenal de Saint-Louis. Le capitaine Nathaniel Lyon, conscient que le gouverneur a fait expédier secrètement l'artillerie de la Confédération à la milice, encercle les troupes de l'État et les oblige à se rendre. Par la suite, alors que les prisonniers marchent dans le centre-ville, une émeute éclate. Les troupes de l'Union — pour la plupart des volontaires allemands inexpérimentés — tirent sur la foule. La plupart des 28 tués sont des civils, bien que certains miliciens et de quelques soldats de l'Union meurent aussi.
Le 17 juillet, McNeil avec environ 600 hommes vainquent les forces de l'État, sous les ordres du général David B. Harris à Fulton(p74). Il est ensuite placé au commandement de la ville de Saint-Louis par le général John C. Frémont. Le 3 août, McNeil est nommé colonel du 19th Missouri Infantry (« régiment de Lyon ») qui est nommé en référence au général de Lyon. Il démissionne en décembre pour accepter un poste de colonel dans les troupes de l'État, avec le commandement d'un district de la frontière du Kansas. Il passe l'hiver à organiser les forces et à protéger les citoyens de l'Union.
Il retourne à Saint-Louis au printemps 1862 et prend le contrôle d'un régiment de cavalerie, avec le commandement du district du nord-est du Missouri, et à la responsabilité du nettoyage de la région de la guérilla — notamment, les fidèles de Joseph C. Porter. En août il est nommé colonel du 2nd Missouri State Militia(p40). Il passe l'été à la poursuite de Porter, qui a reçu l'ordre de recruter des troupes dans la région pour les envoyer s'entraîner pour la Confédération, ainsi que plus généralement de perturber les opérations de l'Union. McNeil obtient une victoire décisive contre Porter à la bataille de Kirksville, et est légèrement blessé au combat. À la suite des combats, il ordonne l'exécution de quinze confédérés supposés libérés sur parole, des accusations qui sont tournés en dérision par certains, et une action qui pourrait être retenue contre lui par d'autres, particulièrement à la lumière de ses actions à Palmyra (voir ci-dessous). Il ordonne également l'exécution de Frisby McCullough, une action qui est critiquée, mais dont il est tout aussi fermement défendu.

### Massacre de Palmyra
Sa campagne suivante dans le comté de Monroe, dans le Missouri, est également considérée par certains comme excessivement brutale et sans discernement. Il dit lui-même que « où un homme de l'Union de l'homme ne peut pas vivre en paix, un sécessionniste ne le devrait pas ». Il conclut sa campagne, le 14 septembre, prenant Palmyra après son abandon par Porter, et vengeant l'enlèvement et le meurtre présumé du loyaliste de l'Union (et présumé informateur) Andrew Allsman par l'exécution de dix prisonniers confédérés dans ce qui devient connu comme le « massacre de Palmyra »(p42-43). Avant l'exécution, McNeil fait paraître dans le journal local, le Palmyra Courier, un texte demandant le retour d'Allsman, mais ce appel n'est pas suivi(p43-44). McNeil est critiqué, même par les sympathisants de l'Union pour les faits, et est dénoncé dans la presse américaine et européenne. Cependant, le Harper's Weekly cite un défenseur : 

« Ces mesures ont été sévères, mais pas le caractère du général McNeil : il recevra les applaudissements de tous les patriotes sérieux pour le traitement de la trahison comme elle le mérite. Le fruit de sa politique est singulièrement exposée où elle a régné. Avant son avènement, les meurtres et tous les crimes de moindre importance étaient fréquents, sans faute de ceux qui souffrent, sauf qu'ils étaient fidèles à leur pays et à Dieu. Aujourd'hui on ne peut trouver pas de personnes plus pacifiques, solides, et respectueuses de l'Union que celles qui vivent dans le nord-est du Missouri. Jefferson Davis a soif du sang du général courageux, et ses coadjuteurs dans le nord calomnient le général McNeil, fabricant des déclarations de sa brutalité, et même faisant valoir le double mensonge que l'épouse d'Allsman  a demandé que les rebelles ne soient pas exécutés, et que le vieil homme est depuis revenu. Mais, il portera ces calomnies, et vivra pour récolter des hommages reconnaissants. »

Il est vrai que le président confédéré Jefferson Davis a menacé d'exécuter des dix prisonniers de l'Union(p44), à moins que McNeil ne soit remis à la Confédération, mais la menace n'a pas été réalisée. Il est également vrai qu'un certain nombre de locaux supporters de l'Union ont plaidé auprès de McNeil pour la vie des captifs (la femme d'Allsman n'était pas parmi ces-derniers). Le journal local loyaliste soutient néanmoins McNeil : « la folie de la rébellion est devenue si profonde que les méthodes ordinaires de traitement sont insuffisantes » (Palmyra Courier, 18 octobre 1862) et McNeil répondra lui-même des années plus tard « ...chérissant, comme je le fais, la ferme conviction que mon action était le moyen de sauver des vies et des biens des centaines d'hommes et des femmes loyales, j'ai l'impression que mon acte était l'exécution d'un service public » (juillet 1889 réponse à un article dans le magazine The Century).
Dans tous les cas, l'acte lui vaut l'inébranlable titre de « boucher de Palmyra ». Comme une paire, McNeil et son ennemi juré, Joseph C. Porter, illustrent particulièrement bien les horreurs de la guerre et de la difficulté de l'évaluation morale ; il semble probable que la culpabilité de chacun ait été minimisée par son propre camp et exagérée par l'autre.

### Campagnes ultérieures
McNeil est promu brigadier général avec une date de prise de rang au 29 novembre 1862(p40).
Au printemps de 1863, McNeil tient Cape Girardeau avec 1 700 hommes contre une force de 10 000 hommes du général John Sappington Marmaduke. Désobéissant aux ordres, le colonel confédéré Carte poursuit McNeil jusqu'à Cape Girardeau. Ce dernier se retranche dans la forteresse et la pensant imprenable, il refuse la demande de reddition qui lui est faite. Le 26 avril 1863, il fait face à l'attaque de la division de Marmaduke et subit un bombardement de quatre ou cinq heures avant le retrait des forces confédérées(p146).
En 1864, il est nommé commandant du district de Rolla, au Missouri(p844), et, avec l'aide du général John B. Sanborn, Clinton B. Fisk et E. B. Brown, il sauve la capitale contre l'armée de Price(p65-66). Il commande la deuxième brigade de la cavalerie provisoire du général Alfred Pleasonton pendant le raid de Price, et avec le général John Sanborn, mène l'attaque de la deuxième journée de la deuxième bataille d'Independance. Ses troupes participent également à la campagne qui aboutit à la défaite de l'armée de Price lors de la seconde bataille de Newtonia en octobre.
Au cours de la bataille de Westport, McNeil reçoit l'ordre le 22 octobre 1864 de déplacer sa brigade sur une position plus au sud pour lancer son attaquer. Il exécute l'ordre tardivement, mettent en marche sa brigade vers minuit et la mettant au repos après la nuit de marche. Il rate alors l'opportunité d'attaquer le train de wagons confédéré. Alferd Pleasonton écrit dans son rapport « McNeil a échoué à obéir à cet ordre... et au lien d'attaquer vigoureusement le train de wagons ennemi ...  il s'est contenté de quelques escarmouches et tirs de canon, et le train s'est échappé »(p196). Il est relevé de son commandement pour « lâcheté et manquement à attaquer l'ennemi » par le général Alfred Pleasonton. Pour cela et d'autres charges, il est traduit en cour martiale, mais les accusations sont rejetées. Puis, il commande le district du Missouri central jusqu'au 12 avril 1865, quand il démissionne.
McNeil reçoit un brevet de major général des volontaires en reconnaissance des services fidèles et méritoires pendant la guerre, à la date du jour de sa démission.

## Après la guerre
Par la suite, McNeil est greffier de la cour pénale du comté de Saint-Louis, au Missouri en 1865-67 ; shérif du comté en 1866-70, et de nouveau greffier de la cour pénale en 1875-76. Il est commissaire en 1876 de l'exposition du Centenaire de Philadelphie, est inspecteur du service Indien des États-Unis en 1878 et 1882, et à l'heure de sa mort est surintendant de la branche de Saint-Louis du bureau de poste des États-Unis.
Il meurt dans son fauteuil, dans son bureau à Saint-Louis, et est enterré dans le cimetière Bellefontaine (bloc 35, lot 1103). Son monument porte le verset Soldier, rest; thy warfare o'er, Sleep the sleep that knows not breaking (Soldat, repose-toi ; ta guerre est finie, Dors du sommeil qui ne sait pas se rompre).